# تعطیلات مستر بین
تعطیلات مستر بین (به انگلیسی: Mr. Bean's Holiday) فیلمی کمدی به کارگردانی استیو بندلاک و نویسندگی همیش مک‌کول و رابین دریسکول محصول سال ۲۰۰۷ است که برگرفته از داستانی نوشته شده توسط سایمن مک‌برنی است. این فیلم بر اساس مجموعه بریتانیایی مستر بین که توسط روآن اتکینسون و ریچارد کرتیس خلق شده است، ساخته شده است. این فیلم دنباله مستقل بین (۱۹۹۷) است. اتکینسون در نقش مستر بین به همراه مکس بالدری، ایما دو کون، ویلم دفو و کارل رودن در نقش‌های فرعی بازی می‌کنند. در این فیلم، مستر بین برنده سفر به کن، فرانسه می‌شود، اما در راهش، وقتی با پسر یک فیلم‌ساز روسی و بازیگر زن مشتاق سفر می‌کند، با یک آدم‌ربا و برنده جایزه اشتباه گرفته می‌شود.
این فیلم توسط استودیوکانال، ورکینگ تایتل فیلمز و تایگر اسپکت فیلمز تولید شده است. این فیلم توسط یونیورسال پیکچرز در ۳۰ مارس ۲۰۰۷ در بریتانیا و در ۲۴ اوت ۲۰۰۷ در آمریکا اکران شد. اگرچه عموماً به عنوان یک پیشرفت نسبت به نسخه قبلی خود در نظر گرفته می‌شد. این فیلم همچنین یک موفقیت تجاری بود و ۲۳۲٫۲ میلیون دلار در سراسر جهان در مقابل بودجه ۲۵ میلیون دلاری فروخت.

## داستان
مستر بین در یک قرعه‌کشی برنده سفر به کَن، یک دوربین فیلم‌برداری، و ۲۰۰ یورو پول می‌شود. پس از ورود به فرانسه، بین در رستوران Le Train Bleu هنگام خوردن غذای دریایی خرابکاری می‌کند و از کارگردان فیلم روسی، امیل داچفسکی می‌خواد که از او هنگام ورود به قطار در ایستگاه لیون فیلم بگیرد. با این حال، بین دوبار از او درخواست فیلم‌برداری مجدد کرد تا اینکه قطار به همراه بین و پسر داچفسکی، استپان حرکت می‌کند و داچفسکی جا می‌ماند.
بین تصمیم می‌گیرد تا وضعیت را درست کند. بین و استپان در ایستگاه بعدی پیاده می‌شوند، قطاری که داچفسکی سوار آن شده بدون توقف از آنجا عبور می‌کند؛ او تابلویی را نشان می‌دهد که در آن یک شماره تلفن همراه نوشته شده‌است تا استپان با آن تماس بگیرد؛ اما ناخواسته دو رقم آخر را با انگشتانش پنهان می‌کند. پس از آن بین شماره را با ترکیب‌های مختلف ارقام در بخش نامعلوم تماس می‌گیرد که ناموفق است. قطار دیگری از راه می‌رسد و بین و استپان سوار می‌شوند، اما چون بین کیف پول، پاسپورت و بلیتش را در ایستگاه قبلی جا گذاشته بود، هر دو در کویون از قطار بیرون انداخته می‌شوند.
برای به‌دست آوردن مقداری پول، بین به عنوان یک خواننده آواز می‌خواند و برای خودش و استپان غذا و بلیت اتوبوس سفر به کن می‌خرد، بلیت بین بر اثر باد گم می‌شود و زیر پای مرغی گیر می‌کند که کشاورزی آن مرغ را در کامیون خود می‌گذارد و بین با دوچرخه آن کامیون را تا مزرعه تعقیب می‌کند، جایی که به دلیل تعداد زیاد مرغ‌ها نمی‌تواند بلیتش را پیدا کند. پس از یک تلاش ناموفق برای سواری گرفتن، بین تصمیم می‌گیرد که به تنهایی و با پای پیاده به سفر خود ادامه دهد. پس از مدتی، بین سر صحنه یک آگهی ماست به کارگردانی کارسون کلی، فیلم‌ساز آمریکایی و بازی سابین، بازیگر زن مشتاق، بیدار می‌شود که در آن دهکده‌ای عجیب فرانسوی مورد حمله سربازان نازی قرار می‌گیرد. بعد از اینکه بین با یک نفر اضافی اشتباه گرفته می‌شود، او برای مدت کوتاهی نقش یکی از سربازان نازی را بازی می‌کند تا اینکه به دلیل استفاده از دوربین خود بالای تفنگش و خراب کردن صحنه اخراج می‌شود. پس از خروج، او باعث یک انفجار در صحنه فیلم‌برداری پس از شارژ مجدد دوربینش می‌شود.
در حین مسافرت، او با یک ماشین مینی شبیه ماشین خودش که توسط بازیگر مشتاق، سابین هدایت می‌شود، مواجه می‌شود و سوار آن می‌شود. او هم‌مسیر بین است و به جشنواره کَن می‌رود. جایی که فیلم جدید او به کارگردانی کِلِی، Playback Time، ارائه می‌شود. آنها در یک ایستگاه خدمات توقف می‌کنند. جایی که بین دوباره با استپان که یک گروه موسیقی خیابانی او را آورده‌اند، متحد می‌شود. سابین او را با آنها می‌برد و معتقد است که استپان پسر بین است. روز بعد، هر سه نفر به لطف رانندگی بین در شب زمانی که سابین به خواب می‌رود به کن می‌رسند.
در یک پمپ بنزین، سابین در اخبار می‌بیند که او و بین مظنون به ربودن استپان هستند. او در عجله برای نمایش فیلم Playback Time به جای مراجعه به پلیس برای رفع سوءتفاهم‌ها، بین و استپان را به عنوان مادر و دخترش مبدل می‌کند تا در جشنواره شناسایی نشود. Playback Time شروع می‌شود که تمرکز آن بر جست‌و‌جوی یک کارآگاه قاتل برای عشق گمشده است. به دلیل روایت طولانی و عدم وجود اکشن در فیلم، مخاطب علاقه خود را به فیلم از دست می‌دهد. سابین متوجه می‌شود که بیشتر نقش‌های او از فیلم حذف شده است و بین را وادار می‌کند تا دوربین فیلم‌برداری خود را به پروژکتور وصل کند و تصاویر فیلم را با تصاویر خاطرات ویدیویی خود جایگزین کند. فیلم‌های دوربین بین به‌طرز شگفت‌آوری با روایت فیلم مطابقت دارد و سابین را به عنوان عشق گمشده کارآگاه و بین را به عنوان معشوقه جدید او نشان می‌دهد. کِلِی، سابین و بین همگی مورد تشویق ایستاده قرار می‌گیرند، اما فیلم روی تصویر استپان فریز می‌شود و داچفسکی با این تصور که بین پسرش را ربوده است، به صحنه یورش می‌برد. با این حال استپان از پشت صحنه بیرون می‌آید و دوباره به والدینش می‌پیوندد.
بین از در پشتی تئاتر خارج می‌شود و در نهایت به ساحل کن می‌رسد، جایی که او، سابین، استپان، کِلِی و افراد مختلف ساحل‌نشین آهنگ «La Mer» را تقلید می‌کنند.

## بازیگران
- روآن اتکینسون در نقش مستر بین
- ایما دو کون در نقش سابین
- مکس بالدری در نقش استپان داچفسکی
- ویلم دیفو در نقش کارسون کلی
- ژان روشفور در نقش سرپیشخدمت
- کارل رودن در نقش امیل داچوسکی
- کاترین هوسمالین در نقش مأمور بلیت
- اوربن کنسلر در نقش راننده اتوبوس

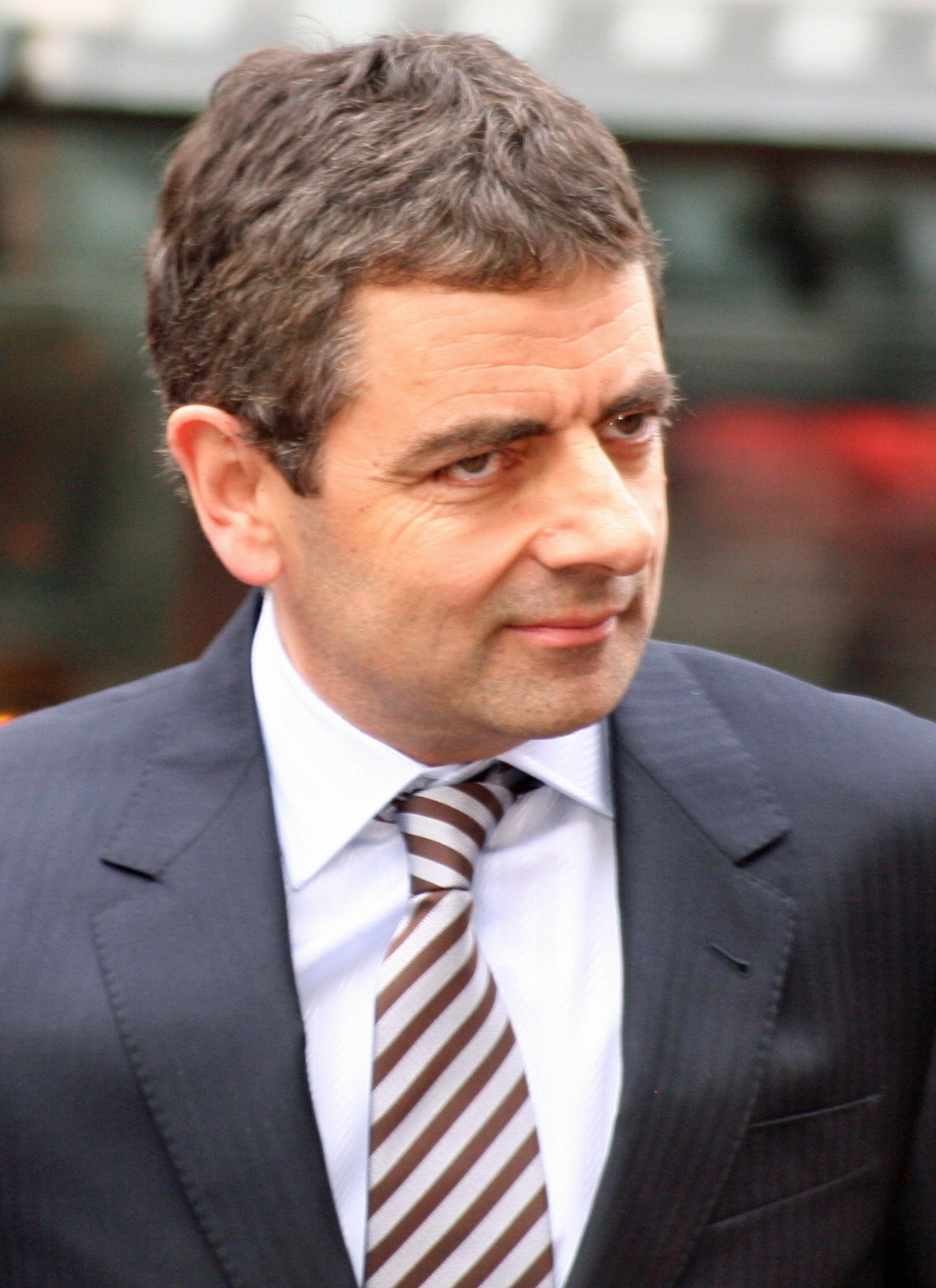
روآن اتکینسون در یک نمایش فیلم در سال ۲۰۰۷

- استفان دباک در نقش کنترل‌کننده ترافیک
- ژولی فریه در نقش اولین تبلیغ
- لیلی اتکینسون در نقش لیلی

## تولید
طرح‌های اولیه برای فیلم دوم مستر بین در فوریه ۲۰۰۱ اعلام شد. در آن زمان، روآن اتکینسون - که مشغول فیلم‌برداری اسکوبی-دو بود - با وعده توسعه دنباله‌ای برای بین (۱۹۹۷) به این پروژه علاقه‌مند شد. فیلمنامه این دنباله، که عنوان کاری بین آن طرف دنیا را داشت، توسط ریچارد کرتیس، یکی از خالقان مستر بین، نوشته شده بود و داستان آن درباره رفتن مستر بین به استرالیا بود. تا اوایل سال ۲۰۰۵، هیچ اعلامیه دیگری در مورد این فیلم منتشر نشد.
در مارس ۲۰۰۵، فیلم به طور رسمی اعلام شد و عنوان بین ۲ را گرفت. سایمن مک‌برنی، یکی از بنیانگذاران و مدیر هنری تئاتر کامپلیسیته، فیلمنامه فیلم را نوشت. مک‌برنی تصمیم گرفت فیلم را در فرانسه تنظیم کند، زیرا این مکان جایی بود که آقای بین، با توجه به دانش محدودش از زبان فرانسوی، انتظار نمی‌رفت زیاد صحبت کند. در دسامبر همان سال، اتکینسون اعلام کرد که همراه با کرتیس، فیلمنامه فیلم را خودش خواهد نوشت، اما در نهایت، فیلمنامه نهایی توسط رابین دریسکول (نویسنده مجموعه تلویزیونی) و همیش مک‌کول نوشته شد، در حالی که مک‌برنی داستان فیلم را نوشت و به عنوان یکی از تهیه‌کنندگان اجرایی فیلم در کنار کرتیس خدمت کرد.
تصویربرداری اصلی برای فیلم در ۱۵ مه ۲۰۰۶ آغاز شد و در مکان‌های مختلف در انگلستان و فرانسه، به ویژه در طول جشنواره فیلم کن ۲۰۰۶، انجام شد. در آن زمان، عنوان فیلم از بین ۲ به بین فرانسوی و سپس به تعطیلات مستر بین تغییر کرد، که اشاره‌ای به فیلم کمدی فرانسوی محصول ۱۹۵۳ تعطیلات موسیو اولو بود، که به عنوان الهام‌بخش شخصیت مستر بین عمل کرد.
گفتن «گراسیاس» توسط مستر بین به مردم فرانسوی، از عموی بزرگ مک‌برنی الهام گرفته شد‌. عموی بزرگ او به پدر مک‌برنی گفته بود که در طول سفر خود به اروپا، به دلیل دانستن کلمه ضروری فرانسوی «گراسیاس»، هیچ مشکلی با مانع زبانی نداشته است.
اتکینسون گفت با وجود گذشت مدت طولانی از آخرین بار که نقش مستر بین را بازی کرده بود، هیچ مشکلی در بازگشت به این شخصیت نداشت. اتکینسون در سال ۲۰۲۲ بازتاب داد که از آنجایی که او نه یک ورزشکار بود و نه یک دوچرخه‌سوار، دنباله دوچرخه‌سواری سخت‌ترین کاری بود که او به عنوان مستر بین انجام داده بود.

### موسیقی
موسیقی این فیلم توسط هوارد گودال ساخته و رهبری شد، او همچنین مجموعه اصلی مستر بین را آهنگسازی کرده بود، اگرچه از تم مجموعه اصلی مستر بین استفاده نشده بود. برخلاف استفاده مجموعه از تکرارهای موسیقی ساده، این فیلم از ارکستراسیون سمفونیک استفاده می‌کند که یک موسیقی پیچیده است که دارای نغمه معرف‌های جذاب برای شخصیت‌ها یا صحنه‌ها است. موسیقی تم فیلم "Crash" از مت ویلیس بود.

## انتشار

### تئاتر
تعطیلات مستر بین به عنوان فیلم رسمی روز بینی قرمز ۲۰۰۷ انتخاب شد. درآمد حاصل از این فیلم به خیره کمیک ریلیف، که برگزارکننده این تله‌تون است، اهدا شد. پیش از اکران فیلم، یک طرح جدید و اختصاصی مستر بین با عنوان ازدواج مستر بین در تله‌تون کمیک ریلیف در ۱۶ مارس ۲۰۰۷ در بی‌بی‌سی وان پخش شد.
نمایش رسمی فیلم در روز یکشنبه، ۲۵ مارس، در اودئون میدان لستر برگزار شد و به جمع‌آوری کمک مالی برای کمیک ریلیف و بیمارستان کودکان آکسفورد کمک کرد. یونیورسال پیکچرز در نوامبر ۲۰۰۶ تریلر کوتاهی برای فیلم منتشر کرد و ماه بعد وب‌سایت رسمی آن را راه‌اندازی کرد.

### رسانه خانگی
تعطیلات مستر بین در ۲۷ نوامبر ۲۰۰۷ روی دی‌وی‌دی و اچ‌دی دی‌وی‌دی و در ۱۶ آوریل ۲۰۱۹ روی بلوری منتشر شد.